# Hohgant
Hohgant är ett berg i Schweiz.   Det ligger i distriktet Emmental och kantonen Bern, i den centrala delen av landet, 40 km sydost om huvudstaden Bern. Toppen på Hohgant är 2 163 meter över havet, eller 603 meter över den omgivande terrängen. Bredden vid basen är 7,1 km.
Terrängen runt Hohgant är bergig åt sydost, men åt nordväst är den kuperad. Närmaste större samhälle är Interlaken, 11,9 km söder om Hohgant. 
I omgivningarna runt Hohgant växer i huvudsak blandskog. Runt Hohgant är det ganska glesbefolkat, med 29 invånare per kvadratkilometer.